# Aphleboderrhis pubescens
Aphleboderrhis pubescens är en insektsart som först beskrevs av Walker 1873.  Aphleboderrhis pubescens ingår i släktet Aphleboderrhis och familjen barkskinnbaggar. Inga underarter finns listade i Catalogue of Life.